# Рошієній-Марі
Рошієній-Марі (рум. Roșienii Mari) — село у повіті Олт в Румунії. Входить до складу комуни Добрун.
Село розташоване на відстані 148 км на захід від Бухареста, 22 км на південний захід від Слатіни, 35 км на схід від Крайови.

## Населення
За даними перепису населення 2002 року у селі проживали 319 осіб, усі — румуни. Усі жителі села рідною мовою назвали румунську.